# 円満寺 (桐生市)
円満寺（えんまんじ）は、群馬県桐生市西久方町二丁目にある高野山真言宗の寺院である。寺号は、鷲ヶ峰福応山成蓮院円満寺（わしがみね ふくおうざん じょうれんいん えんまんじ）。本尊は虚空蔵菩薩。
桐生市街地の西北部にあり、山手通りに面している。南は美和神社、北は寂光院に隣接する。墓地の西には桐生が岡動物園がある。
大同年間の開創と伝わる（806年 - 810年）。本堂は明治31年（1898年）4月22日に火災に遭い消失したが、昭和48年（1973年）に再建された。鐘楼堂の梵鐘は、江戸時代から時鐘として用いられてきたため、第二次世界大戦中の金属類回収令を免れている。円満寺の檀家に織物買継商の書上家があり、書上家による寄進の記録が残されている。